# Patagioenas speciosa
La colomba squamata o  piccione  squamato (Patagioenas speciosa,  sin. Columba speciosa (Gmelin, 1789)) è un uccello columbiforme della famiglia Columbidae, diffuso in America del Sud.

## Descrizione

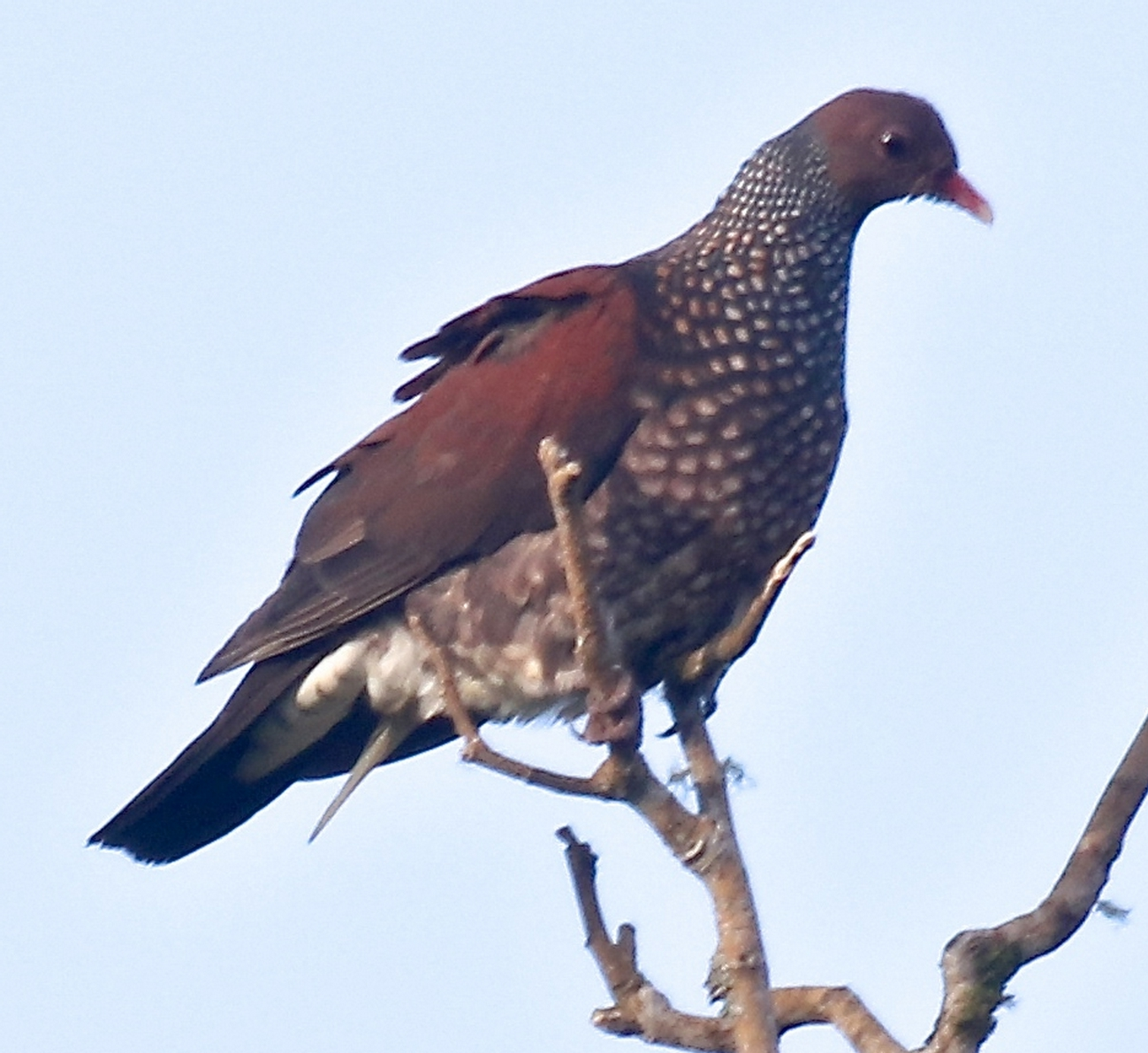

Il maschio misura 28–34 cm e pesa 225–350 g, la femmina è di dimensioni leggermente inferiori.
Il maschio è color marrone violaceo. Sul petto e nelle parti inferiori è più chiaro e squamoso. Esse sono biancastre bordate di viola. La parte intorno all'occhio, le zampe e il becco sono di colore rosso, più o meno chiaro; il becco ha la punta bianca. La femmina ha un colore marrone scuro poco violaceo.

## Biologia

### Comportamento
È un uccello tendenzialmente solitario.

### Voce
Il richiamo è una specie di cro ku-ks.

### Alimentazione
È una specie frugivora.

### Riproduzione
Costruisce un nido fatto di rametti sopra un albero e depone 2-3 uova bianche.
È stato registrato che preferisca nidificare soprattutto su due specie di felci: Pteridium aquilinum e Cyathea cyatheoides.

### Predatori
Il nibbio di Swainson (Gampsonyx swainsonii) è uno dei suoi principali predatori.

## Distribuzione e habitat
È diffuso dal sud del Messico fino al Brasile meridionale e all'Argentina del nord.
È piuttosto comune nelle foreste semiaperte.